# Richard Ulfsäter

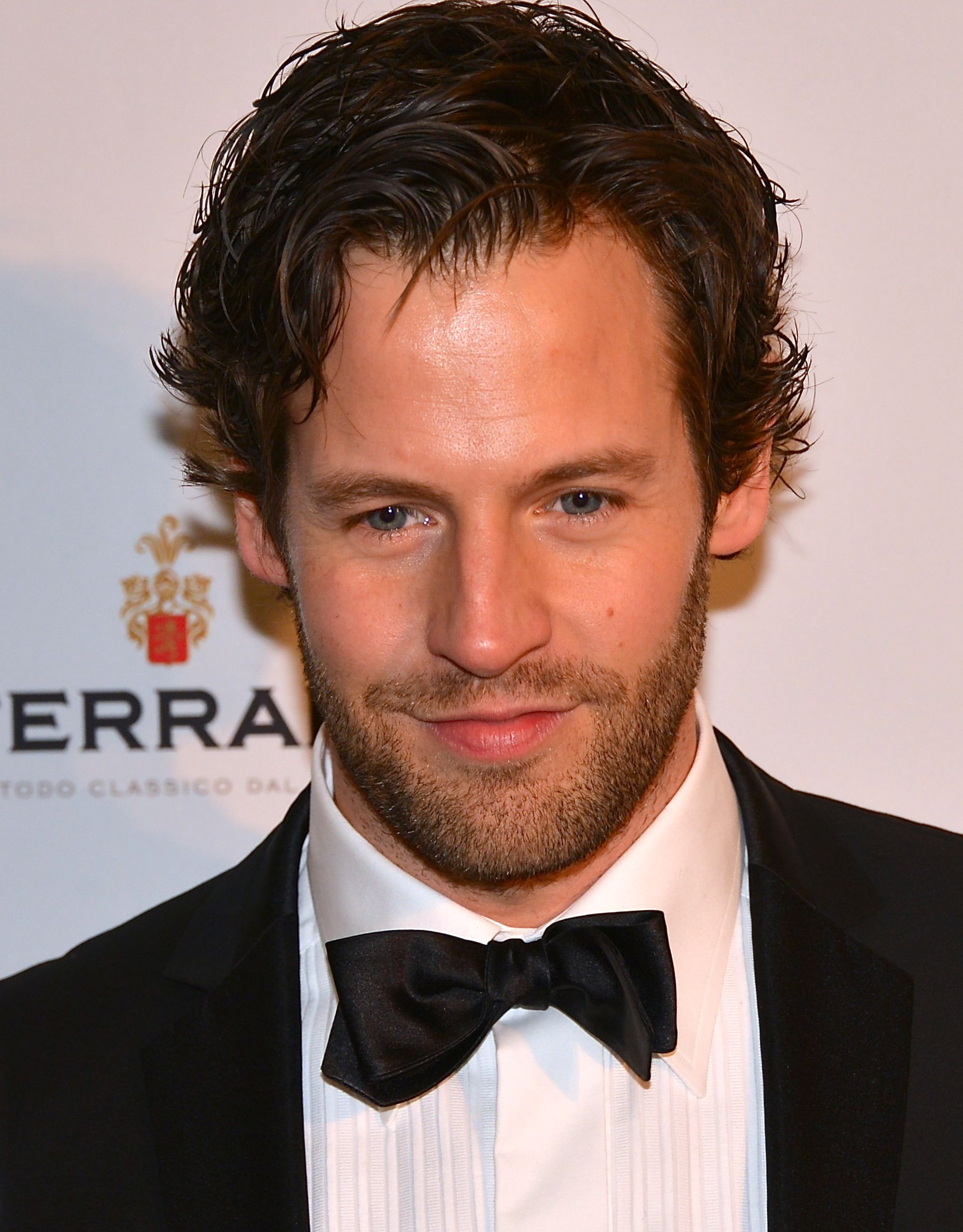
Foto vom Januar 2013

Richard Claes Erik Ulfsäter (* 1. September 1975 in Helsingborg) ist ein schwedischer Schauspieler, der in Deutschland durch sein Mitwirken in den Krimireihen Ein Fall für Annika Bengtzon und Mord in Fjällbacka bekannt wurde.

## Leben
Seine erste Rolle erhielt Ulfsäter in der im Jahr 2000 uraufgeführten Episode Ola der schwedischen Fernsehserie Vita lögner. Danach wirkte er in sieben Episoden der schwedischen Fernsehserie Spung mit, die erstmals 2002 ausgestrahlt wurde.
Seine erste bedeutendere Rolle erhielt er in dem 2007 uraufgeführten Drama Darling. Sein erster Film mit einem deutschen Titel ist das 2010 in deutschen Kinos gezeigte Drama Die ewigen Augenblicke der Maria Larsson, das in Schweden 2008 unter seinem Originaltitel Maria Larssons eviga ögonblick uraufgeführt wurde. Im selben Zeitraum wirkte er auch in 19 Episoden der schwedischen Fernsehserie Playa del Sol mit, die zwischen 2007 und 2009 erstmals ausgestrahlt wurde.
Später spielte Ulfsäter in der Krimireihe Ein Fall für Annika Bengtzon die Rolle des Thomas Samuelsson und anschließend die Rolle des Ermittlers Patrik Hedström in der Krimireihe Mord in Fjällbacka.

## Filmografie (Auswahl)
- 2007: Darling
- 2008: Die ewigen Augenblicke der Maria Larsson (Maria Larssons eviga ögonblick)
- 2012: Ein Fall für Annika Bengtzon: Nobels Testament (Nobels testamente)
- 2012: An Enemy To Die For (En fiende att dö för)
- 2012: Ein Fall für Annika Bengtzon: Prime Time (Prime Time)
- 2012: Ein Fall für Annika Bengtzon: Studio 6 (Studio Sex)
- 2012: Ein Fall für Annika Bengtzon: Der Rote Wolf (Den röda vargen)
- 2012: Ein Fall für Annika Bengtzon: Lebenslänglich (Livstid)
- 2012: Ein Fall für Annika Bengtzon: Kalter Süden (En plats i solen)
- 2012: Mord in Fjällbacka: Die Kunst des Todes (Fjällbackamorden: I betraktarens öga)
- 2013: Mord in Fjällbacka: Tödliches Klassentreffen (Fjällbackamorden: Vänner för livet)
- 2013: Mord in Fjällbacka: Das Familiengeheimnis (Tyskungen)
- 2013: Mord in Fjällbacka: Die Hummerfehde (Fjällbackamorden: Havet ger, havet tar)
- 2013: Mord in Fjällbacka: Der Tod taucht auf (Fjällbackamorden: Strandridaren)
- 2013: Mord in Fjällbacka: Die Tränen der Santa Lucia (Fjällbackamorden: Ljusets drottning)
- 2014: Aquilas Geheimnis – Auf der Suche nach dem Piratenschatz  (Piratskattens hemlighet)
- 2016: Midnight Sun (Midnattssol)
- 2017: Frau Temme sucht das Glück
- 2023: Der Schwarm (Fernsehserie)
- 2024: Ein Sommer im Schwarzwald (Fernsehreihe)